# ICC World Twenty20 2007
Mistrzostwa Świata w Krykiecie Twenty20 2007 (ICC Twenty20 World Championships), organizowane przez International Cricket Council mistrzostwa świata w odmianie krykieta znanej jako Twenty20, pierwsze mistrzostwa świata w tej formie krykieta, która powstała w 2003. Mistrzostwa odbywają się w dniach 11-24 września 2007, bierze w nich udział bierze 12 reprezentacji narodowych.

## System rozgrywek

### Faza grupowa
Pierwsza faza Mistrzostw to rozgrywki grupowe, drużyny podzielone są na cztery grupy po trzy drużyny. Każda drużyna rozgrywa dwa mecze, do następnej fazy przechodzą po dwie drużyny z każdej grupy. Dwie pierwsze drużyny z każdej grupy zachowują w następnej fazie pozycje z fazy grupowej niezależnie od tego czy skończą pierwsze czy drugie w grupie – chyba że któraś z tych drużyn skończy jako trzecia, w tym przypadku drużyna, która nie była rozstawiona przejmuje numer drużyny rozstawione.
- Grupa A: (A1)  Afryka Południowa, (A2)  Indie Zachodnie,  Bangladesz
- Grupa B: (B1)  Australia, (B2)  Anglia,  Zimbabwe
- Grupa C: (C1)  Nowa Zelandia, (C2)  Sri Lanka,  Kenia
- Grupa D: (D1)  Pakistan, (D2)  Indie,  Szkocja

### FazaSuper 8
Grupa E
- A1, B2, C1, D2

Grupa F
- A2, B1, C2, D1

Każda drużyna rozgrywa 3 mecze w swojej grupie, do półfinałów przechodzą po dwie drużny z każdej grupy.

### Półfinały
- Półfinał 1 – E2-F1
- Półfinał 2 – E1-F2

## Wyniki
Zobacz też: możliwe wyniki w krykiecie.

### Faza grupowa
1. mecz –  Indie Zachodnie 205/6 (20/20) przegrały z  Afryką Południową 208/2 (17.4/20)
2. mecz –  Kenia 70/10 (16.5/20) przegrała z  Nową Zelandią 71/1 (7.4/20)
3. mecz –  Pakistan 171/9 (20/20) wygrał ze  Szkocją 120/10 (19.5/20)
4. mecz –  Australia 138/9 (20/20) przegrała z  Zimbabwe 139/5 (19.5/20)
5. mecz –  Indie Zachodnie 164/8 (20/20) przegrały z  Bangladeszem 165/4 (18/20)
6. mecz –  Anglia 188/9 (20/20) wygrała z  Zimbabwe 138/7 (20/20)
7. mecz –  Indie i  Szkocja, brak wyniku, mecz nierozegrany z powodu deszczu
8. mecz –  Sri Lanka 260/6 (20/20) wygrała z   Kenią 88/9 (19.3/20)
9. mecz –  Anglia 135/10 (20/20) przegrała z  Australią 136/2 (14.5/20)
10. mecz –  Indie 141/9 (20/20) zremisowały z  Pakistanem 141/7 (20/20), Indie wygrały bowl out 3-0
11. mecz –  Nowa Zelandia 7/164 (20/20) przegrała z  Sri Lanką 3/168 (18.5/20)
12. mecz –  Bangladesz 144/10 (19.3/20) przegrał z  Afryką Południową 146/3 (18.5/20)

### Faza "Super 8"

#### Grupa E
- Afryka Południowa
- Nowa Zelandia
- Anglia
- Indie
  -  Nowa Zelandia 190/10 (20/20) wygrała z  Indiami 180/9 (20/20)
  -  Afryka Południowa 154/8 (20/20) wygrała z  Anglią 135/7 (20/20)
  -  Nowa Zelandia 164/9 (20/20) wygrała z   Anglią 159/8 (20/20)
  -  Nowa Zelandia 153/8 (20/20) przegrała z  Afryką Południową 158/4 (19.1/20)
  -  Indie 218/4 (20/20) wygrały z  Anglią 200/6 (20/20)
  -  Indie 153/5 (20/20 ov) wygrały z  Afryką Południową 116/9 (20/20)

#### Grupa F
- Australia
- Pakistan
- Bangladesz
- Sri Lanka
  -  Bangladesz 123/8 (20/20) przegrał z  Australią 124/1 (13.5/20)
  -  Pakistan 189/6 (20/20) wygrał z  Sri Lanką 156/9 (20/20)
  -  Australia 164/7 (20/20) przegrała z  Pakistanem 165/4 (19.1/20)
  -  Sri Lanka 147/5 (20/20) wygrała z  Bangladeszem 83/10 (15.5/20)
  -  Sri Lanka 101/10 (19.3/20) przegrała z  Australią 102/0 (10.2/20)
  -  Bangladesz 140/10 (19.4/20) przegrał z  Pakistanem 141/6 (19.0/20)

### Półfinały
- Nowa Zelandia 143/8 (20/20) przegrała z  Pakistanem 147/4 (18.5/20)
- Indie 188/5 (20/20 ov) wygrały z  Australią 173/7 (20/20)

### Finał
- Indie 157/5 (20/20) pokonały  Pakistan 152 (19.3/20)

## Rekordy
- Najwyższy wynik – Sri Lanka 260 runów, najwyższy wynik w historii krykieta Twenty20
- Najniższy wynik – Kenia, 70 runów

- Najlepszy odbijający – Chris Gayle (Indie Zachodnie), 117 runów z 57 piłek
- Najlepszy rzucający – Mark Gillespie (Nowa Zelandia), 4 wickety za 7 runów

- Inne:
  - Brett Lee zdobył hat-trick w meczu przeciwko Bangladeszowi, pierwszy hat-trick w historii krykieta Twenty20